# Mi farò mummia
Mi farò mummia è il titolo con cui è stata pubblicata nel 1995 in Italia una selezione di quattro racconti dell'autore giapponese Masahiko Shimada, parte della più ampia raccolta Arumajiroō (アルマジロ王, "Il re armadillo"). La stessa selezione è stata pubblicata anche in lingua spagnola nel 1999 col titolo Me convertiré en momia.

## Racconti contenuti

### Mi farò mummia
Il racconto è stato pubblicato, col titolo originale Miira ni naru made ("Fino a diventare mummia")  sulla rivista Chūkōbungei Tokūshu nel 1990.
Trama
Nel gennaio del 1999, un cacciatore in cerca di lepri in una remota zona paludosa nota una capanna fatiscente e, una volta entrato, vi trova un corpo mummificato. Il defunto ha lasciato un diario nel quale ha annotato gli eventi, i pensieri e le impressioni (dapprima molto lucidi e dettagliati, poi sempre più scarni e visionari) dei 62 giorni del digiuno che si era imposto per arrivare alla morte in modo incruento, ispirandosi alla pratica buddhista del sokushinbutsu.

### Beata adolescenza
Il racconto è stato pubblicato, col titolo originale Danjiki shōnen - Seishun ("Il ragazzo del digiuno - L'età verde")  sulla rivista Gunzō nel 1990.
Trama
M è un adolescente che non ha interesse per il sesso né per il cibo, a differenza rispettivamente della maggioranza dei suoi coetanei e dei suoi famigliari, tutti forti mangiatori. Per dare un senso al suo rifiuto del cibo si mette a partecipare a scioperi della fame, senza peraltro interessarsi alle loro motivazioni. In una di queste occasioni incontra una donna grazie alla quale inizia a recuperare un rapporto più normale con le cose che prima rifiutava. Quando suo fratello minore muore in un incidente motociclistico, fa un sogno in cui questi inizia a mangiare sé stesso. Da allora prende a mangiare copiosamente, come se dovesse fare anche la parte di suo fratello.

### Il discepolo
Il racconto è stato pubblicato, col titolo originale Yudayakei aonisai ("Lo sbarbatello ebreo")  sulla rivista Gunzō nel 1987.
Trama
Il narratore è uno studente di filosofia soprannominato "Tetchan" a cui sono diagnosticati dei problemi psicologici. Per fargli cambiare ambiente viene mandato a Parigi, dove suo fratello lavora in un "Ufficio per gli Esuli", che si preoccupa di sbrigare le pratiche per chi vuole immigrare in Francia. Qui fa la conoscenza del superiore di suo fratello, l'ebreo polacco Ludwig Penman, al quale si presenta come "Théchien" e riceve pertanto l'incarico di preparargli il tè. Penman gli affitta una camera del suo appartamento e ne diventa il mentore, malgrado la differenza delle rispettive culture di origine. Théchien si appassiona a un videogioco ispirato alla Divina Commedia e con Penman ha modo di riflettere sul contributo dato dall'ebraismo alla filosofia occidentale.
Quando suo fratello annuncia il proprio matrimonio con una giovane francese, Théchien deve tornare in Giappone per organizzare la cerimonia. Qui riceve una lettera di Penman che, inaspettatamente, gli si rivolge definendosi "il tuo vecchio discepolo", con un rovesciamento dei ruoli. Il fratello lo avverte poi che Penman è stato picchiato da un giovane sionista perché il suo inganno era stato scoperto: si era finto ebreo per avere più successo nel suo ambiente. Théchien si domanda se per essere fino in fondo il discepolo di Penman debba anch'egli assumere un'identità culturale non sua.

### Il delfino nel deserto
Il racconto è stato pubblicato, col titolo originale Sabaka no iruka sulla rivista Shinchō nel 1988.
Trama
Il narratore riconosce nel giovane che si è appena esibito in un karaoke bar cantando note celestiali un proprio simile, un angelo caduto dai cieli; gli offre da bere e gli racconta la propria storia. Precipitato su un'isola disabitata,  rimase avvinghiato a un albero finché non si avvicinò un peschereccio e vi balzò sopra, assumendo l'aspetto di un uomo di mezza età che fu poi chiamato Umihiko; se fosse caduto in mare si sarebbe trasformato in delfino. Cambiò poi diversi lavori, riscotendo successi grazie alla sua intelligenza superiore a quella di un comune essere umano, e diventando così un uomo ricco. La sua idea è diventata quella di accorciare la distanza tra cielo e terra, raccontando agli esseri umani del Paradiso perché se ne facciano un'idea veritiera e sperando che ciò spinga gli angeli ad interessarsi del mondo terreno. Spiega all'altro "ex angelo" in che cosa consistono i sogni e gli dà il nome d'arte di Dolphin Sumakawa, avviandolo alla carriera di cantante.

## Edizioni
- Shimada Masahiko, Mi farò mummia, traduzione di Maria Roberta Novielli, collana Farfalle, Venezia, Marsilio, 1995, ISBN 88-317-6264-8.
- (ES) Masahiko Shimada, Me convertiré en momia, traduzione di José Manuel López, Madrid, Amaranto, 1999, ISBN 8492160551.